# 康康
康康（英語：Kang Kang，1967年5月28日—），台灣男藝人、主持人、搞笑藝人、歌手、演員，本名康晋榮（「晋」是晉的異體字），出生於高雄市鳳山區。善於模仿，曾模仿多位台灣藝人，也曾為另一主持人吳宗憲旗下「憲憲家族」重要成員，是吳宗憲的頂尖搭檔之一。

## 師徒關係
師父：
- 張菲：台灣電視綜藝界主持人[6][7][8][9]。

## 演藝生涯

### 1986年—1997年
康康畢業於高雄市立中正高級工業職業學校建築科，學生時代曾是學校演講比賽第二名（與第一名同分，敗在國語不標準）、民歌比賽第二名。這段期間，康康認識許多志同道合的朋友，開始他的PUB駐唱生涯，直到組成樂團擔任主唱，總共歷經11年。尚未出道前，康康曾以素人身分報名參加「秀場天王」豬哥亮的節目《豬哥亮臭彈秀》。
1996年，康康投資新台幣30萬元與朋友合資在高雄開設音樂餐廳，餐廳營運半年後因經營不善倒閉，另外兩名股東在倒閉時告知他已用公司名義向地下錢莊借錢，要康康多負擔70萬元債務。當時，康康負責規劃餐廳表演節目，餐廳已積欠表演的多位歌手和樂手數個月薪資，他先四處籌資付清欠薪；康康後來曾表示：「我公司倒了沒關係，但我的人品和信用不能倒！」。
另一方面，當時康康的祖母重病住院，住進加護病房，每天醫藥費達新台幣2萬元；為了支付醫藥費，祖母生病的半年期間，花光家中積蓄，自幼喪父又身為獨子的父親甚至得以房子抵押借款籌措醫藥費。在餐廳駐唱的康康為了盡量增加收入，只得將駐唱場數從一天四場增至六場，須連續演唱六小時，其中尤以凌晨4時的場次酬勞和小費較多；由於該時段的客人通常以道上兄弟居多，現場可能發生各種衝突摩擦，一般歌手在人身安全考量下，通常不願於該時段駐唱。康康曾於當時遭幫派分子持槍威嚇，身負債務重擔的他心中想著：「如果老天爺真要結束我的生命，就這樣吧！」。
祖母過世後，直到1997年，康康在上華唱片舉辦的「1997 PUB英雄會」歌唱比賽中嶄露頭角，從全台106隊參賽者中奪得總冠軍，因而正式進入演藝圈。走紅後，康康不久便將債務順利還清。康康駐唱時期與朋友組成「阿甘合唱團」所演唱的歌曲《外好汝甘知》，收錄於上華唱片發行的合輯《1997 PUB英雄會2》中。

### 1998年—2005年
出道後，在有台灣「綜藝祖師爺」之稱的主持人倪敏然介紹下，康康受到張菲的賞識，他拜張菲為師；後因與吳宗憲音樂理念相同，康康加入吳宗憲的經紀公司，成為「憲憲家族」旗下「阿爾發唱片」的一員。1999年7月6日，由BMG（今台灣索尼音樂娛樂）發行個人首張專輯《催淚》。至2002年12月，康康共發行四張個人專輯。
康康加入憲憲家族後，成為其中重要成員，是家族的大師兄；家族中的主持人以同年出道的康康和NONO最為耀眼，他成為吳宗憲身邊的頂尖搭檔。吳宗憲、康康和NONO的搭檔成為受觀眾喜愛的組合，媒體《聯合報》評價他們三人的組合「默契一級棒」；康康常被調侃為「外星混血」，NONO則是「幾光男孩」（陽光男孩、膀胱男孩、走光男孩、兩光男孩、輸光男孩）。康康以講話速度慢為其個人特色，與阿雅一樣，康康在吳宗憲的節目中通常扮演被嘲笑調侃的對象。
1999年，康康和吳宗憲搭檔主持東森綜合台綜藝節目《Jacky Show》，在完成簽約並扣除憲憲家族旗下經紀公司的抽成利潤20％後，他一次獲得新台幣720萬元的主持酬勞。2000年，康康和吳宗憲再合作主持中視週末黃金時段綜藝節目《周日八點黨》，大受好評，康康在其中以節目單元〈當我們銬在一起〉的表現尤為知名；媒體「新浪娛樂」評論《周日八點黨》除了「奠定吳宗憲的綜藝天王地位」，也讓合作主持的康康和NONO成為他的頂尖搭檔。2002年4月至2004年，康康與張菲、黃品源共同主持中視週末黃金時段綜藝節目《綜藝大哥大》，為中視當家綜藝節目。
2004年4月，康康在與憲憲家族的七年合約到期之後，因希望能有不同以往的更多元發展，他決定單飛、不再續約。康康曾公開表示：「沒有吳宗憲就沒有康康。」對於結束和吳宗憲的合作關係，他表示：「兒子長大了就要離開父親，但是親情、恩情仍在。」受到兩位演藝圈「綜藝天王」的賞識和大力提拔，康康認為：「如果菲哥是我的生父，憲哥就是我的養父；菲哥是提拔我、就拉我一把，然後憲哥栽培我。」。

### 2006年—2016年
退出「憲憲家族」後，康康和吳宗憲保持良好關係，和昔日的家族夥伴仍不時合作。康康擔綱主持的節目許多是音樂類節目，他同時持續發展音樂歌唱事業，發行個人作品或進行演出；此外，他跨足戲劇領域，參演多部電影，進而執導個人電影作品。
2006年10月底，康康與《周日八點黨》的合約到期後，離開主持行列。康康在該年陸續失去《男生女生配》、《康定路八號》和《周日八點黨》三個節目後，他剩下《大家來說笑》和《大明星運動會》兩個節目，主持年收入約台幣2200萬元；在此之前，康康原先手上握有五個節目，主持年收入將近台幣5000萬元。2008年1月至6月，康康短暫回鍋《周日八點黨》，和吳宗憲再度攜手合作。至2009年7月，康康主持的節目僅剩公視的音樂節目《音樂萬萬歲》。
2010年至2014年，康康與吳宗憲、高凌風組成「三大難高音」，不時進行巡迴演唱會，並在第45屆電視金鐘獎頒獎典禮演出。2012年2月至2013年8月，康康擔任中視知名模仿選秀節目《超級模王大道》系列主要評審之一。2014年6月，康康和鄭進一主持的華視綜藝音樂節目《周五王見王》開播；同年8月，節目調整播出時段並改名為《綜藝王見王》；同年9月，節目宣告停播，10月初播出最後一集。同年11月，康康和羅時豐主持的緯來綜合台音樂行腳歌唱節目《我是美喉王》開播；至2015年1月，節目因收視不佳停錄。
2015年1月，康康自編、自導、自演的電影《十萬夥急》上映，該片邀請香港笑匠吳孟達、新加坡喜劇天王李國煌以及包括吳宗憲、納豆、小鐘、NONO、歐漢聲、王彩樺、素珠等40位台灣藝人演出，全台20場包場使票房突破台幣千萬元。由於康康以綜藝手法編寫拍攝此片，片中亦沿用許多周星馳電影的笑哏橋段，有網友評論該片「十萬夥急，十分撩急（浪費錢）（台語）」，堪稱「骨灰級笑話大集錦」。同年，該片於兩岸三地上映，台灣票房約台幣1800萬元，康康拍攝此片最終虧損台幣2000萬元。
2016年7月，主持群包括徐乃麟、曾國城、庹宗康、康康、方芳芳、郭子乾和李懿的中視大型遊戲節目《沒玩沒了》開播，一集節目成本耗資台幣200萬元；同年9月，節目宣告停播，10月初播出最後一集。收視率平均達1左右，然而高製作費讓中視入不敷出。

### 2017年—至今
2017年10月，康康擔綱主持衛視中文台歌唱選秀節目《歌神請上車》第二季，總決賽由吳宗憲擔任嘉賓評審長。至2018年5月，康康、徐懷鈺及王仁甫共同搭檔主持的該節目第三季開播。
2017年11月11日，康康在台北國際會議中心舉行出道20周年紀念演唱會「我要謝謝你」，以「謝謝年輕的自己，一直沒有放棄」為主軸，紀念自己出道20年，3000張票完售。康康除了在演唱會中演唱個人代表作，演唱會以音樂歌舞劇形式搭配歌曲主題情境，回顧個人生平和人生經歷。
2018年6月23日，康康和張秀卿擔任第29屆金曲獎頒獎嘉賓，該段節目內容的腳本和笑哏主要由康康設計，收視率達6.72，成為典禮收視最高點。2019年，他以專輯《ㄐㄧㄚ ㄐ ㄧ ㄚ ˊㄐㄧㄚˇ ㄐㄧㄚˋ》入圍第30屆金曲獎「最佳台語男歌手獎」。
2022年康康發行第十二張專輯《百味人生》，2023年分別在高雄流行音樂中心和台北流行音樂中心舉辦同名演唱會。

## 個人生活
康康以講話速度較慢為個人顯著特色。他曾透露自己從念小學開始，就因講話慢又口齒不清，被同學欺負嘲笑，當兵服役時也因此遭霸凌；康康對此回憶表示：「覺得自己很丟臉，很想哭，卻不敢哭出來」。康康年輕時視李小龍為偶像，收藏許多李小龍周邊商品；他曾於2011年在華山文創園區舉辦李小龍收藏展覽，也出版介紹個人收藏的《我愛李小龍》一書。
康康不時在經濟方面幫助友人度過難關，然而若是對方欠債不還又到處騙取別人錢財，他便會挺身制止。藝人倪敏然於2005年過世後，康康擔心其遺孀李麗華生活難以為繼，開了12張支票，每張台幣3萬元，合計36萬元，請余天交給倪家，表達個人心意，讓李麗華感謝不已。2017年，李麗華上節目受訪時談及此事。同年，康康舉辦個人演唱會時，倪敏然身為台灣資深廣播人、好事聯播網創辦人的妹妹倪蓓蓓告訴康康，願意免費在廣播中替他宣傳演唱會資訊，康康對此回應：「很感動，也謝謝她，但我告訴她，票真的賣完了，心意也收到了。」。
2018年，康康受訪時表示自己借出去給朋友的錢總計約新台幣1000萬元，然而長期以來多數款項都難以取回。康康提及自己曾借出台幣400萬元給一名幕後工作人員，某次巧遇對方在路上向他人騙取錢財，康康上前欲質問並抓住對方肩膀，為躲避質問，對方使出「金蟬脫殼」將外套甩脫後逃跑。康康也借給藝人馬國畢台幣200多萬元，在馬國畢持續還款後僅欠康康一小部分款項，是少數有歸還他欠款的朋友。
康康的父親是卡車司機，媽媽是家庭主婦，上有哥哥和姊姊。康康曾在節目上提及自己高中時的初戀女友，是全班第一名的優秀學生，而自己當年雖是留級生，也得到演講比賽第二名。高中畢業後，康康入伍服役，兩人後來因此分手。康康較知名的女友為楊巧寧、暱稱毛毛，他表示彼此因個性不太相同，價值觀和理念有差異而分手。2008年初，吳宗憲主持的《周日八點黨》邀請康康重回節目搭檔主持，首集節目就大幅消遣其與毛毛分手一事。2011年5月28日，康康與女友張家霈完成婚禮。2012年5月28日，兒子康梓翰出生。
除了演藝事業以外，康康亦擁有個人副業投資。康康在台北市擁有五間房產，高雄亦有一間房產。2015年12月，康康的帽子店「以帽取人」開幕。2016年4月，康康和「探索集團」合作開設的親子餐廳「探索童趣」開幕，他出資台幣1,000萬元、佔三分之一的資本，成為股東；餐廳於2017年1月結束營業。康康另投資台幣500萬元於2015年上映的電影《葉問3》，獲利250萬元。

## 主持作品

### 電視節目
| 年份   | 頻道         | 節目                   | 備註                                                                     |
| ------ | ------------ | ---------------------- | ------------------------------------------------------------------------ |
| 1999年 | 中國電視公司 | 《電視大國民》         | 與陶晶瑩、 吳宗憲 合作                                                   |
| 2000年 | 八大綜藝台   | 《歡樂五福星》         | 與白冰冰、方駿、李登財、劉爾金合作                                       |
| 2000年 | 中國電視公司 | 《周日八點黨》         | 與吳宗憲合作，主持至2006年10月底止                                       |
| 2000年 | 民視無線台   | 《綜藝駭客》           |                                                                          |
| 2000年 | 東森綜合台   | 《Jacky Show》         | 與吳宗憲合作                                                             |
| 2000年 | 東森綜合台   | 《青春來鬥陣》         |                                                                          |
| 2001年 | ET Jacky     | 《好康報到》           | 與周幼婷合作                                                             |
| 2001年 | ET Jacky     | 《Monkey show》        |                                                                          |
| 2001年 | 中華電視公司 | 《綜藝向前衝》         | 與辛龍合作                                                               |
| 2002年 | 中國電視公司 | 《綜藝大哥大》         | 主持至2004年                                                             |
| 2003年 | 中國電視公司 | 《大家來說笑》         | 第一代與郁方合作，第二代與王彩樺合作                                     |
| 2003年 | 中華電視公司 | 《綜藝康康COME》       |                                                                          |
| 2003年 | 中華電視公司 | 《愛上星期六》         | 與澎恰恰合作                                                             |
| 2004年 | 中國電視公司 | 《好康料理王》         | 2004年7月28日首播，與愛紗主持，自2004年12月13日起改名為《寶島料理王》    |
| 2004年 | 緯來綜合台   | 《娛樂大網ㄎㄚ》       |                                                                          |
| 2005年 | 八大綜合台   | 《大明星運動會》       |                                                                          |
| 2005年 | 八大綜合台   | 《男生女生配》         | 與Makiyo主持                                                             |
| 2005年 | 八大綜合台   | 《康定路八號》         |                                                                          |
| 2005年 | 中天娛樂台   | 《見見康康》           | 先後改名為《康康夏禕跳》跟夏禕合作、《康康嚇一跳》夏禕辭職後與侯怡君合作 |
| 2006年 | 八大綜合台   | 《康康侯賽擂》         | 與侯昌明合作                                                             |
| 2008年 | 中國電視公司 | 《周日八點黨》         | 與吳宗憲再次合作                                                         |
| 2008年 | 中天娛樂台   | 《鼠一鼠二鼠來寶》     |                                                                          |
| 2009年 | 公共電視台   | 《音樂萬萬歲》         | 與黃韻玲合作                                                             |
| 2009年 | 東風衛視     | 《綜藝二人傳》         | 與歐弟合作                                                               |
| 2009年 | 中天娛樂台   | 《創作天團super band》 | 與卓文萱合作                                                             |
| 2010年 | 中華電視公司 | 《台灣真好康》         | 與庹宗康合作主持                                                         |
| 2013年 | 中國電視公司 | 《超級歌喉讚》         | 與黃嘉千合作主持                                                         |
| 2014年 | 中華電視公司 | 《周五王見王》         | 與鄭進一合作主持                                                         |
| 2014年 | 緯來綜合台   | 《我是美喉王》         | 與羅時豐合作主持                                                         |
| 2016年 | 中國電視公司 | 《沒玩沒了》           | 與徐乃麟、曾國城、庹宗康、郭子乾、方芳芳合作主持                         |
| 2016年 | 中國電視公司 | 《我家有個總鋪師》     | 與安妮合作主持                                                           |
| 2017年 | 衛視中文台   | 《歌神請上車》第二季   | 與徐懷鈺、阿翔合作主持                                                   |
| 2018年 | 衛視中文台   | 《歌神請上車》第三季   | 與徐懷鈺、王仁甫合作主持                                                 |
| 2022年 | 信吉衛視     | 《鄉親我最大》         |                                                                          |
| 2022年 | 東風衛視     | 《音樂welcome》        |                                                                          |
| 2023年 | 信吉衛視     | 《康康鄉卿秀》         | 和張秀卿合作主持                                                         |
| 2024年 | 中國電視公司 | 《綜藝一級棒》         | 和許志豪、陳隨意、李子森、杜忻恬、陳孟賢合作主持                         |

## 音樂作品

### 華語專輯
| 專輯名稱           | 發行日期       | 曲目 |
| ------------------ | -------------- | --- |
| 《催淚》           | 1999年7月6日   | 曲目 1. 或許妳是對的 2. 催淚 3. 恁姐仔住市內 4. 多餘 5. 離開你不得已 6. 電燈泡 7. 世界最冷的那一天 8. 莫非是我 9. 我要的妳不給 10. 偶爾也想要一個人                       |
| 《圓夢》           | 2001年11月16日 | 曲目 1. 昨天我還年輕 2. 圓夢 3. 珍妮佛 4. 定時炸彈 5. 久缺 6. 電燈泡II 7. 遊戲 8. 刀鋒邊緣 9. 愛上七分之一的妳 10. 救情歌                                                 |
| 《管妳媽媽嫁給誰》 | 2005年10月28日 | 曲目 1. 乾杯 2. 我的家庭 3. 妳不愛我 4. 誠實的傷害 5. 管妳媽媽把妳嫁給誰 6. 孬種 7. 美麗人生 8. 我要變靚仔 9. 你不是一個人 10. 逗陣                                       |
| 《灰色．續曲》     | 2008年8月22日  | 曲目 1. 悟 2. 回家的路 3. 一拜天地 4. 惜別 5. 可憐 6. 又見兵變 7. 最後一封簡訊 8. 死穴 9. 李四的歌 10. 續曲                                                               |
| 《北漂》           | 2010年3月26日  | 曲目 1. 我們的故事 2. 妳愛上她的愛人 3. 北漂 4. 戲 5. 哥兒們 6. 祝妳健健康康 7. 他･她 8. 愛情俘虜 9. 浦東機場 10. Happy Birthday（快樂鳥日子2010國語版）                  |
| 《順仔你著愛讀冊》 | 2012年8月8日   | 曲目 1. 對天發誓 2. 不堪一擊 3. 因果 4. 告別在雨季 5. 順仔你著愛讀冊 6. 杭州的她 7. 小三 8. 學會 9. 難過的我問快樂的我 10. 這裡起了霧 11. 我是愛你的驢 12. 孩子有空就回家 |

### 台語專輯
| 專輯名稱                             | 發行日期       | 曲目 |
| ------------------------------------ | -------------- | --- |
| 《快樂鳥日子》                       | 2000年9月6日   | 曲目 1. 南都之夜 2. 快樂鳥日子 3. 月夜愁 4. 戀歌 5. 安平追想曲 6. 你老母卡好 7. 可愛的馬 8. 暗淡的月 9. 阿嬤的話 10. 望你早歸 |
| 《ㄐㄧㄚ ㄐ ㄧ ㄚ ˊㄐㄧㄚˇ ㄐㄧㄚˋ》 | 2018年12月5日  | 曲目 1. 驚某大丈夫 2. 摸蛤仔兼洗褲 3. 爸爸是歌星 4. 荒山野外 5. 海風 6. 賈斯特瑪莉 7. 嫁 8. 寫乎你的歌 9. 我的願望 10. 順仔、你着愛讀冊 |
| 《康樂.鼓掌_康康康樂隊》             | 2020年12月4日  | 曲目 1. 狡怪囡仔 2. 狗仔隊 3. 恐嚇 4. 丈母娘 5. 難兄難弟 6. 神秘嘉賓 7. 全世界最好的朋友 8. 歹人的故事 9. 白賊七仔 10. 我該回家了 11. 婚前婚後 12. 捨不得 13. 毋甘 14. 算命 15. 關雲長 16. 歷史故事 17. 有我佇咧 18. 嫁給劉德華 19. 感謝你一直陪我食苦 20. 欠錢不還 21. 按呢爾 22. 第一名 23. 這著是我 |
| 《百味人生》                         | 2022年12月29日 | 曲目 1. 思念故鄉的名 2. 嬸仔 3. 少年 4. 莫講彼个543 5. 做伙唱歌 (feat. 蕭煌奇) 6. 免啦免啦 7. 又閣是落雨聲 8. 幸福100年 9. 頇顢的情話 10. 百味人生 |

### 實況專輯
| 專輯名稱                         | 發行日期   | 曲目 |
| -------------------------------- | ---------- | --- |
| 《見康快樂－康康康樂隊的溼背秀》 | 2002年12月 | 曲目 1. 恁姊仔住市內 2. 虹彩妹妹 3. 夜夜夜夜 4. 藍雨 5. 祇想一生跟你走 6. 快樂鳥日子 7. The One You Love+外好汝甘知 8. 逝去的愛 9. 我要你的愛 10. 改變 11. 鼓聲若響 12. 兵變（新歌） 13. 到不了 14. 爸我回來了 15. 舞女+媽媽請你也保重 16. 三暝三日（康康+吳宗憲） 17. 千言萬語 18. 另外收錄:幕後花絮 |

### 精選專輯
| 專輯名稱   | 發行日期      | 曲目 |
| ---------- | ------------- | --- |
| 《灰色調》 | 2007年4月30日 | 曲目 - Disc-01 1. 自責 2. 離開了 3. 妳我他 4. 別 5. 自言自語 - Disc-02 1. 兵變 2. 夜夜夜夜 3. 到不了 4. 定時炸彈 5. 孬種 6. 多餘 7. 妳不愛我 8. 或許妳是對的 9. 催淚 10. 圓夢 11. 誠實的傷害 12. 昨天我還年輕 |

### 兒歌專輯
| 專輯名稱       | 發行日期     | 曲目 |
| -------------- | ------------ | --- |
| 《兒歌狂響曲》 | 2024年4月2日 | 曲目 1. 因為我的腹肚么 2. 不可以到動物園去烤肉 3. 按摩師昏倒了 4. 哥哥爸爸爭味大 5. 小明三兄弟 6. 哈哈哈 哈啾 7. 我不要爸爸媽媽到學校來 8. 愛拼圖才會贏 9. 放學以後 10. 我們的世界 |

### EP
| 專輯名稱     | 發行日期       | 曲目                                               |
| ------------ | -------------- | -------------------------------------------------- |
| 《不如使力》 | 2011年12月29日 | 曲目 1. 不如使力 2. 妳愛我和我一樣愛妳 3. 回家的路 |

### 單曲
- 2010年10月22日 《男人愛歌》

## 演出作品

### 電影
| 年份   | 劇名                              | 角色               | 備註             |
| 1999年 | 神探兩個半 （1999年上映）         | 康康               |                  |
| 2010年 | 茱麗葉 （2010年12月3日上映）      | 朱立業             |                  |
| 2012年 | 《愛 LOVE》 （2012年2月10日上映） | 鐵馬社團教練       |                  |
| 2012年 | 貧民英雄 （2012年5月18日上映）    | 天使               |                  |
| 2012年 | 貪心鬼見鬼 （2012年上映）         | 小林               |                  |
| 2013年 | 大尾鱸鰻 （2013年上映）           | 小奇大             |                  |
| 2013年 | 聽見下雨的聲音 （2013年上映）     | SIMON              |                  |
| 2014年 | 撒嬌女人最好命 （2014年上映）     | 夜市兒童遊樂場老闆 |                  |
| 2015年 | 十萬夥急                          | 陳默               | 自編、自導、自演 |
| 2016年 | 人生按個讚                        | 好康               |                  |
| 2016年 | 大尾鱸鰻2                         | 小奇大             |                  |
| 2016年 | 只要我長大                        | 卡拉OK店老闆       |                  |
| 2018年 | 花甲大人轉男孩                    | 鄭光仁             |                  |
| 2021年 | 角頭－浪流連                      | 憨春               |                  |

### 電視劇
| 年份   | 劇名                   | 角色       | 備註 |
| 2011年 | 愛情公寓II             | 外賣速遞員 | 客串 |
| 2015年 | 阿宪走着瞧             |            | 客串 |
| 2017年 | 植劇場－花甲男孩轉大人 | 鄭光仁     |      |
| 2022年 | 媽，別鬧了！           | 常相益     | 客串 |
| 2023年 | 地獄里長               | 恩仇殿殿主 | 客串 |
| 2025年 | 天知道                 |            |      |

### 動畫配音與歌曲
| 年份   | 片名                     | 角色     | 備註 |
| 2006年 | 《汽車總動員》           | 配音拖線 | |
| 2007年 | 《未來小子》             |          | 中文版歌曲的作詞與演唱，將「關手機」預告的內容編成朗朗上口的歌曲，由電影當中一組「青蛙合唱團」演唱；台灣由康康填寫中文詞與演唱。 |
| 2011年 | 《Cars 2：世界大賽》     | 配音拖線 | |
| 2017年 | 《Cars 3：閃電再起》     | 配音拖線 | |
| 2022年 | 《汽車總動員：公路旅行》 | 配音拖線 | |

### 音樂錄影帶
| 年份   | 歌手   | 歌曲 |
| 2000年 | 周杰倫 | 鬥牛 |

## 廣告代言
- 三洋維士比集團「千百力」提神飲料
- 五洲製藥「斯斯止痛系列」

## 出版書籍
- 《我愛李小龍》（Oh, Bruce Lee, I love you so much!）第一人稱出版 ISBN：9789868394063

## 獎項紀錄

### 金鐘獎
| 年份   | 金鐘獎       | 獎項             | 節目名稱       | 製作公司             | 結果 |
| ------ | ------------ | ---------------- | -------------- | -------------------- | ---- |
| 2006年 | 第41屆金鐘獎 | 綜藝節目主持人獎 | 《週日八點黨》 | 全能製作股份有限公司 | 提名 |
| 2006年 | 第41屆金鐘獎 | 綜藝節目主持人獎 | 《康定路八號》 | 八大電視股份有限公司 | 提名 |

### 金曲獎
| 年份   | 金曲獎       | 獎項             | 專輯名稱                             | 唱片公司         | 結果 |
| ------ | ------------ | ---------------- | ------------------------------------ | ---------------- | ---- |
| 2019年 | 第30屆金曲獎 | 最佳台語男歌手獎 | 《ㄐㄧㄚ ㄐ ㄧ ㄚ ˊㄐㄧㄚˇ ㄐㄧㄚˋ》 | 動脈音樂文化傳播 | 提名 |